# Kavkazszkajai járás

A Kavkazszkajai járás a Krasznodari határterületen

A Kavkazszkajai járás (oroszul Кавказский муниципальный район) Oroszország egyik járása a Krasznodari határterületen. Székhelye Kavkazszkaja.

## Népesség
- 1989-ben 43 625 lakosa volt.
- 2002-ben 45 343 lakosa volt, melyből 39 947 orosz (88,1%), 3 276 örmény (7,2%), 740 ukrán, 242 cigány, 180 fehérorosz, 157 német, 117 tatár, 113 azeri, 60 grúz, 59 görög, 6 adige.
- 2010-ben 44 445 lakosa volt.

Az örmények százalékos aránya Kazanszkaja településen eléri a 25,1%-ot.